# Astra 19,2°E

Das Astra-Markenlogo

Astra 19.2°E ist der Name einer Gruppe von Kommunikationssatelliten, die sich auf der Orbitposition 19.2°-Ost im Clarke-Gürtel, im englischen Sprachraum auch Clarke Exobelt (CEB) bzw. Clarke Orbit genannt, befinden und von SES mit Sitz in Betzdorf, Luxemburg betrieben werden.
Astra 19.2°E war früher als Astra 1 bekannt, da es die erste Orbitalposition war, die von Astra verwendet wurde und der Name aller dort positionierten Satelliten mit „Astra 1“ beginnt. Dies wurde 2008 von SES auf Astra 19.2° Ost geändert, um Verwechslungen mit anderen Astra-Orbitalpositionen zu vermeiden, die jetzt Astra-1-Satelliten enthalten, die ursprünglich bei 19.2° Ost positioniert waren.

## Nutzung
Die Astra-Satelliten bei 19,2° Ost ermöglichen die Abstrahlung im 10,70 bis 12,70 GHz-Band, dem sog. Ku-Band.
Astra 19.2° Ost ist eine der wichtigsten TV-Satellitenpositionen, die Europa versorgt, und überträgt über 1150 Fernseh-, Radio- und interaktive Kanäle an mehr als 93 Millionen Direct-to-Home-Haushalte (DTH) und Kabelempfangshaushalte in 35 Ländern. Die anderen wichtigen Satellitenpositionen von Astra liegen bei 13,0° Ost, 28.2° Ost und 23.5° Ost.
Von den Satelliten bei 19,2°Ost werden mehr als 40 HD-Fernsehkanäle (HDTV) übertragen und fünf HDTV-Plattformen verwendet.
SES war mit den Satelliten Astra 19.2° Ost bei der Einführung von Satelliten-HDTV-Sendungen in Europa führend und half bei der Festlegung der HD-Spezifikationen für Fernsehübertragungen.
Eine Tochtergesellschaft von SES, HD+, betreibt auf Astra 19.2° Ost die HD+-Plattform, auf der deutsche Privatfernsehsender verschlüsselt übertragen werden.
Astra 19.2° Ost war eine der letzten Satellitenpositionen, die bis zum 30. April 2012 noch zahlreiche analoge Kanäle trug, bis diese abgeschaltet wurden.
Es war auch die einzige Position, die Radiosender im proprietären Astra-Digital-Radio-Format übertrug. Diese Technologie wurde letztlich durch DVB-S-Radio ersetzt, da die analogen Transponder, die den Dienst übertragen haben, auf digitale Übertragung umgestellt wurden.

## In Betrieb befindliche Satelliten

### Aktuell
- Astra 1N (gestartet 2011)
- Astra 1P (gestartet 2024)

### Vorherige
- Astra 1A (gestartet 1988, außer Dienst genommen)
- Astra 1B (gestartet 1991, außer Dienst genommen)
- Astra 1C (gestartet 1993, außer Dienst genommen)
- Astra 1D (gestartet 1994, außer Dienst genommen)
- Astra 1E (gestartet 1995, außer Dienst genommen)
- Astra 1F (gestartet 1996, außer Dienst genommen)
- Astra 1G (gestartet 1997, außer Dienst genommen)
- Astra 1H (gestartet 1999, außer Dienst genommen)
- Astra 1KR (gestartet 2006, gelegentliche Nutzung)
- Astra 1L (gestartet 2007, gelegentliche Nutzung)
- Astra 1M (gestartet 2008, gelegentliche Nutzung)
- Astra 2B (gestartet 2000, außer Dienst genommen)
- Astra 2C (gestartet 2001, außer Dienst genommen)

### Vorgesehen
- Astra 1Q (Start vorgesehen im Jahr 2027[2])